# BV Union 05 Krefeld
Maillots
Dernière mise à jour : 23 mars 2011.
Le BV Union 05 Krefeld est un club omnisports allemand localisé à Krefeld en Rhénanie du Nord-Westphalie.
Ce club dispose aussi d’une section de Gymnastique féminine et d’un département de Tennis de table.

## Repères historiques
- 1905 – fondation du FUSSBALL CLUB UNION KREFELD.
- 1911 – fondation du FUSSBALL CLUB ADLER KREFELD qui fut renommé plus tard CREFELDER BALLSPIELVEREINIGUNG.
- 1919 – août, fusion du FUSSBALL CLUB UNION KREFELD avec le CREFELDER BALLSPIELVEREINIGUNG pour former le BALLSPIELVEREINIGUNG UNION 05 KREFELD.
- 1949 – 25/07/1949, BALLSPIELVEREINIGUNG UNION 05 KREFELD fusionna avec la section football du CREFELDER 1910 SPORT VEREINIGUNG KREFELD qui disposait d’une licence "professionnelle". Le club joua sous le nom de CREFELDER 1910 SPORT VEREINIGUNG KREFELD, après l’acceptation de la fusion par la Fédération régionale, le 15/10/1949.
- 1951 – 30/04/1951, fin de la fusion, BALLSPIELVEREINIGUNG UNION 05 KREFELD reprit sa dénomination et poursuivit ses activités.

## Histoire (football)
Le club fut fondé en 1905 sous le nom de FC Union Krefeld. En août 1919, le club fusionna avec le Crefelder BV (fondé en 1911 sous le nom de FC Adler Krefeld), pour former le BV Union Krefeld.
Dans les années 1930, le BV Union Krefeld participa quatre fois au tour un final pour accéder à la Gauliga Niederrhein, une des seize ligues créées sur ordre des Nazis dès leur arrivée au pouvoir en 1933. Le club ne reussit qu’une fois à monter dans cette ligue. Ce fut en 1942. Il y joua deux saisons. Ensuite les compétitions s’arrêtèrent en raison de l’évolution du conflit
En 1945, le club fut dissous par les Alliés, comme tous les clubs et associations allemands (voir Directive no 23). Il fut rapidement reconstitué.
Le 25 juillet 1949, une fusion fut conclue entre le BV Union Krefeld et la section football du CSV 1910 Krefeld, qui était doté d’une licence « professionnelle ». Cette fusion fut acceptée par la Fédération régionale, le 25 juillet 1949 en football. Ce fut alors sous l’appellation de CSV 1910 Krefeld que le club fut repris comme fondateur de la 2. Liga West, une ligue située dans l’organisation de l’époque au 2e niveau de la hiérarchie. La fusion prit fin le 30 avril 1951.
Le BV Union 05 Krefeld continua d'évoluer en 2. Liga West jusqu’au terme de la saison 1959-1960 puis fut relégué en Verbandsliga Niederrhein.
Ensuite, le club recula dans la hiérarchie, jusqu’en Bezirksliga Niederrhein. Le Union Krefeld remonta jusqu’en Landesliga à laquelle il accéda en 1972. Mais la saison suivante, il devait déjà redescendre.
Depuis lors, le club vivote entre Bezirksliga et Kreisliga.
En 2010-2011, le BV Union 05 Krefeld évolue en Bezirksliga Niederrhein (Groupe 5), soit au 8e niveau de la hiérarchie de la DFB. Il tente d’éviter la relégation en Kreisliga A.